# Světový pohár v biatlonu 2020/2021 – Hochfilzen 2
4. podnik Světového poháru v biatlonu v sezóně 2020/2021 probíhal od 17. do 20. prosince 2020 v rakouském Hochfilzenu. Na programu podniku jsou závody ve sprintech, stíhací závody a závody s hromadným startem.
Tento podnik bezprostředně navazoval na předchozí závody konané na stejném stadionu. Mezinárodní biatlonová unie se kvůli pandemii koronaviru rozhodla omezit cestování sportovců, snížila počet míst, kde závody probíhají, a na většině sportovišť se proto uskutečnily dvě po sobě jdoucí kola světového poháru. 

## Program závodů
Oficiální program:
| Datum        | Disciplína                       | Začátek (SEČ) | Počet závodníků |
| ------------ | -------------------------------- | ------------- | --------------- |
| 17. prosince | Sprint (muži)                    | 14.15         | 108             |
| 18. prosince | Sprint (ženy)                    | 14.15         | 106             |
| 19. prosince | Stíhací závod (muži)             | 13.00         | 60              |
| 19. prosince | Stíhací závod (ženy)             | 15.00         | 59              |
| 20. prosince | Závod s hromadným startem (muži) | 12.00         | 30              |
| 20. prosince | Závod s hromadným startem (ženy) | 14.25         | 30              |

## Průběh závodů

### Sprinty
V počátku sprintu mužů se na prvních místech drželi Francouzi Quentin Fillon Maillet a Émilien Jacquelin, kteří oba udělali jednu chybu na střelnici. Poté odstartovali Norové Sturla Holm Laegreid, Johannes Dale a Johannes Thingnes Bø. Ačkoliv byl Bø na trati nejrychlejší, udělal na první položce dvě chyby a do cíle dojel až jako třetí. Dale i Laegreid stříleli čistě, ale Laegreid zvládl položku vstoje rychleji a po střelnici odjížděl s náskokem 22 sekund na Daleho. Ten sice v posledním kole zrychloval, ale do cíle dojel se ztrátou osmi sekund. Na čtvrtém místě skončil další Nor Vetle Sjåstad Christiansen, který však udělal na první položce jednu chybu a postupně na vítěze ztrácel. Na prvních čtyřech místech se tak umístili pouze norští závodníci, což se naposledy stalo v roce 2009. Českým reprezentantům se nedařilo především v běhu; nejlepší byl Ondřej Moravec, který i přes čistou střelbu dojel na 27. místě. Michal Krčmář skončil o pět míst za ním, poprvé se v sezoně dostal do stíhacího závodu Adam Václavík, který i přes dvě chyby dojel na 49. pozici. Úspěšnou premiéru si odbyl Milan Žemlička, který i s jednou chybou dokončil závod na 55. místě a také se kvalifikoval do stíhacího závodu.
I přes dobré podmínky se v závodu žen na střelnici hodně chybovalo. Nejlepší byla Tiril Eckhoffová, která svou jednu chybu vykompenzovala nejrychlejším během. Se ztrátou osmi sekund skončila druhá Norka Ingrid Landmark Tandrevoldová, když na střelnici zasáhla všechny terče. O třetí místo se bojovalo: nejprve jej hájila Běloruska Jelena Kručinkinová, během několika minut se však před ní dostala Marte Olsbuová Røiselandová, která svoji chybu na střelnici napravila druhým nejrychlejším během. O bronzový stupeň pak usilovaly také Hanna Öbergová a její sestra Elvira Öbergová, v posledním běžeckém kole však na Røiselandovou ztratily. Nejblíže třetímu místu tak byla Franziska Preussová, která však o půl sekundy dojela čtvrtá. Nejlepší Češkou byla třetí nejrychlejší na lyžích, Markéta Davidová, která i přes tři chyby na střelnici obsadila 21. místo. O místo za ní skončila s jedním nezasaženým terčem Eva Puskarčíková. Stejnou střelbu předvedla i Jessica Jislová, která dojela o dvě místa za Puskarčíkovou. Lucie Charvátová ani Tereza Voborníková se do stíhacího závodu nedostaly.

### Stíhací závody
V čele stíhacího závodu mužů se až do třetí střelby drželi dva nejlepší závodníci ze sprintu, Sturla Holm Laegreid a Johannes Dale. Jejich odstup byl tak velký, že si Lagreid udržel náskok i s jednou chybou. Dale však musel na tři trestná kola a klesl na páté místo. Laegrid na poslední střelbě zasáhl všechny terče a s náskokem dojel do cíle. V boji o druhé a třetí místo přijelo na poslední střelbusoučasně pět závodníků, z nichž nechybovali Martin Ponsiluoma, Émilien Jacquelin, Johannes Thingnes Bø a Vetle Sjåstad Christiansen. Pouze Dale musel na trestné kolo. V posledním stoupání před cílem nastoupil Emilien, zčásti se jej zachytil pouze Bø. Jacquelin si však svůj náskok udržel a do cíle dojel před třetím Bø. Nejlepším Čechem byl Michal Krčmář, který na střelnici třikrát minul a vinou pomalejšího běhu skončil až na 34. místě. Ondřej Moravec udělal o jednu chybu více a dojel až 41. Adam Václavík i Milan Žemlička se umístili až v šesté desítce.
Závod žen opanovala vítězka sprintu, Tiril Eckhoffová, která musela pouze na jedno trestné kolo. Druhé a třetí místo se v závodě několikrát měnilo. Po druhé střelbě jela druhá Hanna Öbergová, několik sekund za ní však jela šestičlenná skupina. Na třetí střelbě však musela Hanna Öbergová i většina dalších biatlonistek na trestné kolo a do boje o druhé místo se tak zapojila Elvira Öbergová, Dorothea Wiererová a Ingrid Landmark Tandrevoldová. Po poslední střelecké položce však musely tyto závodnice na trestné kolo, kdežto Hanna Öbergová střílela čistě a znovu se dostala na druhé místo. Trojce se tak musela spokojit pouze s bojem o třetí místo. V jednom z kopců však Wiererová upadla a na třetí příčku se jí již nepodařilo dosáhnout. O třetím místě nakonec rozhodla cílová rovinka, ve které byla úspěšnější Elvira Öbergová. Nejlepší Češkou se stala Markéta Davidová, která sice měla druhý nejrychlejší běžecký čas, ale kvůli čtyřem nezasaženým terčům skončila na 20. místě. Eva Puskarčíková musela pouze na dvě trestná kola, ale vinou pomalejšího běhu skončila až na 26. pozici. Poslední Češka, Jessica Jislová, na střelnici chybovala pětkrát a dojela si pro 42. místo.

### Závody s hromadným startem
V závodě mužů se několikrát měnilo pořadí na prvním místě. Ještě po druhé položce se v popředí udržovala 13členná skupina biatlonistů. Po třetí střelbě se oddělila tříčlenná skupinka se Sturlou Laegreidem, Martinem Ponsiluomou a Arndem Peifferem, kterou dokázal díky nejrychlejšímu běžeckému času dojet Johannes Thingnes Bø. Na poslední položce stříleli čistě pouze Ponsiluoma a Peiffer, ale jejich střelba byla pomalá, takže v těsném kontaktu za nimi jeli Émilien Jacquelin, Benedikt Doll a Tarjei Bø. Peiffer s Ponsiluomou však jejich nápor dokázali odrazit a po boji před cílovou rovinkou zvítězil Arnd Peiffer. Když Jacquelin těsně před cílem upadl, předjel jej Tarjei Bø, který si tak dojel pro třetí místo. Michal Krčmář udělal sice na první položce chybu, ale podruhé byl na střelnici bezchybný a pomalu se propracovával dopředu. Jeho posun zbrzdila chyba na třetí položce, a i když zastřílel počtvrté bezchybně, nestačilo to na lepší než 19. místo. Ondřej Moravec udělal na první položce tři chyby, klesl na úplný konec startovního pole, ze kterého se již nedostal.
V závodu žen se dařilo Markétě Davidové. Ještě ke třetí střelbě odjíždělo prvních pět biatlonistek pohromadě. Z nich však zastřílela čistě pouze Markéta Davidová, kvůli pomalé střelbě však na ni druhá Marte Olsbuová Røiselandová ztrácela pouhých pět sekund. Davidová tak přijížděla na poslední položku společně s Røiselandovou. Ta na rozdíl od Davidové nemusela na trestné kolo. Davidová i vinou pomalé střelby odjížděla ze střelnice až jako čtvrtá, před Denise Herrmannovou, kterou však před sebe již nepustila. O druhé místo se utkaly Tiril Eckhoffová a Dorothea Wiererová. Získala jej Eckhoffová, která byla v posledním kole výrazně rychlejší. Druhá Češka, Eva Puskarčíková, musela hned na první střelbě na dvě trestná kola, čímž se dostala do zadních pozic. Na dalších položkách přidala ještě tři chyby a do cíle dojela na 29. místě.

## Umístění na stupních vítězů

### Muži
| Disciplína                        | První místo          | Výkon             | Druhé místo       | Výkon             | Třetí místo          | Výkon             |
| Sprint (10 km)                    | Sturla Holm Laegreid | 23:04,9 (0+0)     | Johannes Dale     | 23:12,8 (0+0)     | Johannes Thingnes Bø | 23:24,8 (2+0)     |
| Stíhací závod (12,5 km)           | Sturla Holm Laegreid | 31:14,9 (0+0+1+0) | Émilien Jacquelin | 31:23,4 (0+0+0+0) | Johannes Thingnes Bø | 31:23,8 (2+0+1+0) |
| Závod s hromadným startem (15 km) | Arnd Peiffer         | 35:53,3 (0+0+0+0) | Martin Ponsiluoma | 35:54,6 (1+0+0+0) | Tarjei Bø            | 36:02,6 (0+0+1+0) |

### Ženy
| Disciplína                          | První místo                 | Výkon             | Druhé místo                   | Výkon             | Třetí místo                 | Výkon             |
| Sprint (7,5 km)                     | Tiril Eckhoffová            | 19:38,0 (1+0)     | Ingrid Landmark Tandrevoldová | 19:45,6 (0+0)     | Marte Olsbuová Røiselandová | 20:02,6 (1+0)     |
| Stíhací závod (10 km)               | Tiril Eckhoffová            | 28:24,8 (0+1+0+0) | Hanna Öbergová                | 28:47,3 (1+0+1+0) | Elvira Öbergová             | 28:52,4 (1+0+0+1) |
| Závod s hromadným startem (12,5 km) | Marte Olsbuová Røiselandová | 34:05,4 (0+1+0+0) | Tiril Eckhoffová              | 34:19,4 (0+0+1+0) | Dorothea Wiererová          | 34:32,3 (0+1+0+0) |

## Pořadí zemí
| Pořadí | Země    | 1. místo | 2. místo | 3. místo | Celkově |
| ------ | ------- | -------- | -------- | -------- | ------- |
| 1.     | Norsko  | 5        | 3        | 4        | 12      |
| 2.     | Německo | 1        | 0        | 0        | 1       |
| 3.     | Švédsko | 0        | 2        | 1        | 3       |
| 4.     | Francie | 0        | 1        | 0        | 1       |
| 5.     | Itálie  | 0        | 0        | 1        | 1       |
|        | Celkem  | 6        | 6        | 6        | 18      |